# Ius ad bellum
Ius ad bellum або право війни (від лат. право на ведення війни) — право держави до ведення війни. До Другої світової війни дане право вважалось допустимим для вирішення міждержавних конфліктів у «справедливій війні».
У сучасному міжнародному праві ведення війн, як і загроза застосування військової сили, заборонені згідно статуту ООН з 1945 року. Стаття 2 пункт 4 визначає, що всі члени організації повинні у своїх міжнародних стосунках утримуватись від загрози чи застосування сили проти недоторканості території чи політичної незалежності будь-якої країни, або іншим чином, що суперечить з принципами ООН.
Застосування сили дозволяється лише у двох випадках:
- у випадку інтервенції для самооборони держави (індивідуальної) чи союзу держав (колективної) (ст. 51)
- у випадку прийняття резолюції Ради Безпеки ООН про здійснення збройного втручання міжнародними силами (ст. 44)